# Liga de Fuerzas Básicas Femenil de México
Para la Primera División Femenil, véase Primera División Femenil de México.
La Liga MX Femenil Fuerzas Básicas, es la principal liga de fútbol profesional para mujeres jóvenes en México exclusivamente para los clubes de la Liga MX Femenil. Está regulada por la Federación Mexicana de Fútbol (FEMEXFUT) e integrada por los representativos femeniles de los 18 equipos que conforman la Liga MX Femenil.

## Historia y características
La categoría comenzó siendo la Liga MX Femenil Sub-17 y fue anunciada el 24 de mayo de 2021, como una iniciativa de la Federación Mexicana de Fútbol para fortalecer el fútbol femenino en sus categorías menores, con el objetivo de ser un torneo que sirviera como semillero de la Primera División Femenil de México. Los equipos que participen deberán tener 18 jugadoras de la categoría, de las cuales por lo menos 2 deben ser porteras, y 3 miembros del Cuerpo Técnico, de los cuales un o una Director Técnico y un o una Médico son obligatorios.
Todas las jugadoras deberán de tener la nacionalidad mexicana, lo que incluye a las jugadoras de doble nacionalidad. En el caso de las jugadoras nacionalizadas, se evaluará cada caso de manera individual por parte de un comité técnico de la Liga.
En el Torneo Apertura 2022 la categoría se convirtió en Sub-18 para darle seguimiento a las jugadoras en la planeación de categorías menores de la Liga MX Femenil. Y para el Torneo Apertura 2023 la categoría se convirtió en Sub-19. Se planea que para el torneo Apertura 2024 la categoría se convierta en Sub-20 y una vez finalizada la temporada 2024-25. Iniciar nuevamente como Sub-17.

## Equipos
La liga cuenta actualmente con 18 equipos.
| N.º | Equipo               | Entidad federativa |
| --- | -------------------- | ------------------ |
| 1   | América              | Ciudad de México   |
| 2   | Atlas                | Jalisco            |
| 3   | Atlético de San Luis | San Luis Potosí    |
| 4   | Club Puebla          | Puebla             |
| 5   | Cruz Azul            | Ciudad de México   |
| 6   | Fútbol Club Juárez   | Chihuahua          |
| 7   | Guadalajara          | Jalisco            |
| 8   | Club León            | Guanajuato         |
| 9   | Mazatlán F. C.       | Sinaloa            |
| 10  | Monterrey            | Nuevo León         |
| 11  | Necaxa               | Aguascalientes     |
| 12  | Pachuca              | Hidalgo            |
| 13  | Pumas UNAM           | Ciudad de México   |
| 14  | Querétaro            | Querétaro          |
| 15  | Santos Laguna        | Coahuila           |
| 16  | Tigres de la UANL    | Nuevo León         |
| 17  | Toluca               | Estado de México   |
| 18  | Xolas de Tijuana     | Baja California    |

### Equipos por Entidad Federativa
Para el torneo de la liga, la entidad federativa de los Estados Unidos Mexicanos con más equipos en la Liga MX Femenil Sub-19 es la Ciudad de México con tres equipos.
| Entidad Federativa | N.º | Equipos                    |
| ------------------ | --- | -------------------------- |
| Ciudad de México   | 3   | América, Cruz Azul y Pumas |
| Jalisco            | 2   | Atlas y Guadalajara        |
| Nuevo León         | 2   | Monterrey y Tigres         |
| Aguascalientes     | 1   | Necaxa                     |
| Baja California    | 1   | Xolas de Tijuana           |
| Chihuahua          | 1   | Juárez                     |
| Coahuila           | 1   | Santos Laguna              |
| Estado de México   | 1   | Toluca                     |
| Guanajuato         | 1   | León                       |
| Hidalgo            | 1   | Pachuca                    |
| Puebla             | 1   | Puebla                     |
| Querétaro          | 1   | Querétaro                  |
| San Luis Potosí    | 1   | San Luis                   |
| Sinaloa            | 1   | Mazatlán                   |

## Historial
| Temporada                                 | Campeonas                                 | Resultado                                 | Subcampeonas                              | Notas                                     |
| Liga de Fuerzas Básicas Femenil de México | Liga de Fuerzas Básicas Femenil de México | Liga de Fuerzas Básicas Femenil de México | Liga de Fuerzas Básicas Femenil de México | Liga de Fuerzas Básicas Femenil de México |
| ----------------------------------------- | ----------------------------------------- | ----------------------------------------- | ----------------------------------------- | ----------------------------------------- |
| CL. 2022                                  | América                                   | 3–3 (3–1 pen.)                            | Santos                                    | Primer torneo como categoría Sub-17.      |
| AP. 2022                                  | UNAM                                      | 3–1                                       | América                                   | Categoría Sub-18.                         |
| CL. 2023                                  | Toluca                                    | 2–1                                       | América                                   |                                           |
| AP. 2023                                  | León                                      | 2–2 (5–4 pen.)                            | América                                   | Categoría Sub-19                          |
| CL. 2024                                  | Pachuca                                   | 4–3                                       | América                                   |                                           |
| AP. 2024                                  | Toluca                                    | 2-0                                       | Atlético de San Luis                      |                                           |
| CL. 2025                                  | América                                   | 4–3                                       | Toluca                                    |                                           |

## Palmarés
| Club                 | Campeonatos | Subcampeonatos | Años de los campeonatos | Años subcampeón                       |  |
| -------------------- | ----------- | -------------- | ----------------------- | ------------------------------------- |  |
| Toluca               | 2           | 1              | CL. 2023, AP. 2024      | CL. 2025                              |  |
| América              | 2           | 4              | CL. 2022, CL. 2025      | AP. 2022, CL. 2023, A. 2023, CL. 2024 |  |
| Pachuca              | 1           | 0              | CL. 2024                |                                       |  |
| León                 | 1           | 0              | AP. 2023                |                                       |  |
| UNAM                 | 1           | 0              | AP. 2022                |                                       |  |
| Santos               | 0           | 1              | –                       | CL. 2022                              |  |
| Atlético de San Luis | 0           | 1              | –                       | AP. 2024                              |  |

## Datos históricos

### Fase Regular (2023)
Resaltados equipos activos en la temporada 2023-24.
Actualizado al 24 de noviembre de 2023.
|     | Equipos              | PJ | PG | PE | PP | GF | GC | Dif. | Pts. |
| 1.  | Pachuca              | 16 | 10 | 5  | 1  | 38 | 12 | 26   | 35   |
| 2.  | América              | 16 | 9  | 4  | 3  | 40 | 18 | 22   | 31   |
| 3.  | UNAM                 | 16 | 9  | 1  | 6  | 27 | 19 | 8    | 28   |
| 4.  | Toluca               | 16 | 10 | 3  | 3  | 31 | 11 | 20   | 33   |
| 5.  | Tigres               | 16 | 7  | 5  | 4  | 23 | 11 | 12   | 26   |
| 6.  | León                 | 16 | 7  | 5  | 4  | 31 | 23 | 8    | 26   |
| 7.  | Atlético de San Luis | 16 | 8  | 0  | 8  | 19 | 21 | -2   | 24   |
| 8.  | Cruz Azul            | 16 | 7  | 5  | 4  | 21 | 15 | 6    | 26   |
| 9.  | Atlas                | 16 | 6  | 4  | 6  | 22 | 22 | 0    | 22   |
| 10. | Santos               | 16 | 6  | 4  | 6  | 18 | 18 | 0    | 22   |
| 11. | Guadalajara          | 16 | 6  | 4  | 6  | 27 | 27 | 0    | 22   |
| 12. | Tijuana              | 16 | 5  | 4  | 7  | 21 | 31 | -10  | 19   |
| 13. | Mazatlán             | 16 | 4  | 4  | 8  | 14 | 22 | -8   | 16   |
| 14. | Necaxa               | 16 | 2  | 8  | 6  | 12 | 21 | -9   | 14   |
| 15. | Monterrey            | 16 | 4  | 8  | 4  | 17 | 17 | 0    | 20   |
| 16. | Querétaro            | 16 | 2  | 7  | 7  | 7  | 20 | -13  | 13   |
| 17. | Puebla               | 16 | 2  | 2  | 12 | 11 | 37 | -26  | 8    |
| 18. | Juárez               | 16 | 2  | 3  | 11 | 14 | 48 | -34  | 9    |

### Campeonas de goleo individual
- Los goles contabilizados para el título de goleo, solo contemplan los de fase regular, y no los de liguilla o partidos extra.

Actualizado al 24 de noviembre de 2023
| Año           | Nombre           | Equipo  | Goles |
| ------------- | ---------------- | ------- | ----- |
| Clausura 2022 | Naomi Muñóz      | América | 13    |
| Apertura 2022 | Celeste Guevara  | Santos  | 12    |
| Clausura 2023 | Mia Nicole Alday | América | 11    |
| Apertura 2023 | Ivanna Guadalupe | Toluca  | 15    |